# Strophurus elderi
Espèce
Synonymes
- Diplodactylus elderi Stirling & Zietz, 1893

Strophurus elderi est une espèce de geckos de la famille des Diplodactylidae.

## Répartition
Cette espèce est endémique d'Australie. Elle se rencontre en Australie-Occidentale, en Australie-Méridionale, dans le Territoire du Nord, au Queensland et en Nouvelle-Galles du Sud.

## Étymologie
Cette espèce est nommée en l'honneur de Thomas Elder (1818–1897).

## Publication originale
- Stirling & Zietz, 1893 : Scientific results of the Elder Exploring Expedition. Vertebrata. Reptilia. Transactions of the Royal Society of South Australia, vol. 16, p. 154-176 (texte intégral).